# Giarnni Regini-Moran
Giarnni Lorenzo Regini-Moran (Great Yarmouth, 2 de agosto de 1998) es un deportista británico que compite en gimnasia artística.
Ganó dos medallas en el Campeonato Mundial de Gimnasia Artística de 2022 y tres medallas en el Campeonato Europeo de Gimnasia Artística, en los años 2021 y 2022. En los Juegos Europeos de Minsk 2019 obtuvo una medalla de plata en la prueba de suelo.
Participó en los Juegos Olímpicos de Tokio 2020, ocupando el cuarto lugar en la prueba por equipos.

## Palmarés internacional
| Campeonato Mundial | Campeonato Mundial      | Campeonato Mundial | Campeonato Mundial   |
| Año                | Lugar                   | Medalla            | Prueba               |
| ------------------ | ----------------------- | ------------------ | -------------------- |
| 2022               | Liverpool (Reino Unido) | Medalla de oro     | Suelo                |
| 2022               | Liverpool (Reino Unido) | Medalla de bronce  | Concurso por equipos |
| Juegos Europeos    |                         |                    |                      |
| Año                | Lugar                   | Medalla            | Categoría            |
| 2019               | Minsk (Bielorrusia)     | Medalla de plata   | Suelo                |
| Campeonato Europeo |                         |                    |                      |
| Año                | Lugar                   | Medalla            | Prueba               |
| 2021               | Basilea (Suiza)         | Medalla de bronce  | Salto de potro       |
| 2022               | Múnich (Alemania)       | Medalla de oro     | Concurso por equipos |
| 2022               | Múnich (Alemania)       | Medalla de bronce  | Paralelas            |